# Водорий
Водори́й, рідше водоми́й — витягнуте заглиблення, яке з трьох боків має стрімкі незадерновані схили і відкрите в бік загального нахилу поверхні. Довжина водорию незначна, ширина дорівнює глибині, або менша за неї. Дно водорию вузьке, звивисте; верхів'я його починається невисоким уступом. Водорий є простою незамкненою негативною формою рельєфу.